# Esbon (Kansas)
Esbon es una ciudad ubicada en el de condado de Jewell en el estado estadounidense de Kansas. En el año 2010 tenía una población de 99 habitantes y una densidad poblacional de 123,75 personas por km².

## Geografía
Esbon se encuentra ubicada en las coordenadas 39°49′22″N 98°26′2″O / 39.82278, -98.43389 (39.822656, -98.433762).

## Demografía
Según la Oficina del Censo en 2000 los ingresos medios por hogar en la localidad eran de $26,875 y los ingresos medios por familia eran $34,167. Los hombres tenían unos ingresos medios de $24,688 frente a los $13,125 para las mujeres. La renta per cápita para la localidad era de $17,438. Alrededor del 6.7% de la población estaban por debajo del umbral de pobreza.